# カルロス・モラレス
カルロス・モラレス（Carlos Leonardo Morales Santos、1968年11月4日 - ）は、パラグアイの元サッカー選手。元パラグアイ代表。ポジションはミッドフィールダー。

## 来歴
1997年にパラグアイ代表デビュー。1998 FIFAワールドカップにも出場した。パラグアイ代表で通算7試合に出場した。

## 代表歴

### 出場大会
- パラグアイ代表
  - 1998 FIFAワールドカップ

### 試合数
- 国際Aマッチ 7試合 0得点（1997年-1998年）[1]

| パラグアイ代表 | 国際Aマッチ | 国際Aマッチ |
| 年             | 出場        | 得点        |
| -------------- | ----------- | ----------- |
| 1997           | 2           | 0           |
| 1998           | 5           | 0           |
| 通算           | 7           | 0           |